# Харбала 2-я
Ха́рбала 2-я (якут. Иккис Харбалаа) — село в Чурапчинском улусе Республики Саха (Якутия). Административный центр Болтогинского наслега. Основано в 1890 году.

## География
Село находится на берегу реки Татта, на автодороге «Колыма», на расстоянии 16 км к востоку от села Чурапча, административного центра улуса, и 155 км к востоку от города Якутск, столицы республики.

## Население
| 2002 | 2010 | 2021 |
| ---- | ---- | ---- |
| 637  | ↘603 | ↘570 |

## Улицы
| - ул. Дачная, - ул. Десантная, - ул. Догордурова, - ул. Картузова, | - ул. Кладкина, - ул. Лесная, - ул. Листикова, - ул. Набережная, | - ул. Новгородова, - ул. Партизанская, - ул. Саввина, - пер. Северный, | - ул. Субурусского, - ул. Таттинская, - ул. Фёдорова, - ул. Центральная. |

## Достопримечательности
В селе установлен Памятник воинам-землякам, участникам Великой Отечественной войны 1941—1945 гг.